# Louis Hillairaud
 (octobre 2015).
Louis Hillairaud, né le 30 novembre 1849 à La Rochelle et mort vers le 16 mars 1936 dans la même ville, est un bourrelier et un voyageur de commerce. Il s'est fait connaître en tentant d'assassiner l'ex-maréchal Bazaine.

## Biographie
Fils de Louis Félix Hillairaud, bourrelier, et de Catherine Narquet, son épouse, Louis Hillairaud naît à La Rochelle en 1849. 
Devenu voyageur de commerce en cuirs, de passage à Paris en 1870, durant la guerre franco-prussienne, il est volontaire pour défendre la capitale. Mais la reddition du maréchal Bazaine, retranché dans la place forte de Metz, l'affecte profondément. Hillairaud, comme beaucoup de Français, le juge responsable de la défaite de la France. Il fait alors serment de venger l'honneur du pays en tuant Bazaine. Cette idée fixe met 17 ans à aboutir : à son 3e voyage en Espagne, il finit par retrouver l'ex-maréchal qui s'est réfugié à Madrid après son évasion. Le 17 avril 1887, il tente de l'assassiner à l'arme blanche mais ne fait que le blesser, gravement mais pas à mort. François Bazaine meurt l'année suivante d'une congestion cérébrale.
Pendant son procès en Espagne, les médecins jugent Hillairaud en proie à un délire patriotique, mais cela ne l'empêche pas d'être condamné à huit années de bagne. Néanmoins, il ne fait que six années de prison, car il est libéré dans le cadre d'une grâce générale décidée à l'occasion des 400 ans de la découverte des Amériques par Colomb[réf. nécessaire], grâce à l'intervention du grand-duc Vladimir Alexandrovitch de Russie auprès de la régente d'Espagne Marie-Christine, après qu'il a visité la prison d'Hillairaud,.
De retour à La Rochelle, Louis Hillairaud rouvre un magasin de bourrellerie. Son passé lui vaut d'être surnommé « Bazaine » par les habitants de la ville. Il publie ses mémoires en 1910. En 1914, au début de la Première Guerre, il décide de s'engager, à l'âge de 64 ans, dans le 14e régiment d'infanterie. Après avoir été réformé, il publie la suite de ses mémoires.
Il meurt en 1936 à l'hôpital Saint-Louis de La Rochelle. Sa mort est annoncée dans la presse le 17 mars 1936.

## Publications
- Mes mémoires. Patrie, amour et destin [Suivi de pièces diverses], La Rochelle, Impr. de L. Texier, 1910
- À l'occasion du banquet des combattants de 1870-71. La Guerre !... [La Rochelle, 8 avril 1923], [s. l. n. d.]
- Religion et spiritisme, philosophie [Suivi de : Manœuvres de Rodin, Loyola m'honore toujours de sa haine], (s. l. n. d.)
- Au soixante quinze [*** À Paul Déroulède, In memory of Miss Cavell, Réponse de l'Angleterre], (s. l. n. d.)
- 1923-1924. Pensées nouvelles. Procès célèbres par D. Ramon Sanchez de Ocaña,... procès L. Hillairaud, introduction, traduit de l'espagnol par L. Hillairaud, s. l. n. d.